# (6440) Ransome
(6440) Ransome es un asteroide que forma parte del cinturón de asteroides y fue descubierto por Antonín Mrkos el 8 de septiembre de 1988 desde el Observatorio Kleť, cerca de České Budějovice, República Checa. 

## Designación y nombre
Ransome se designó inicialmente como 1988 RA2. Más tarde, fue nombrado en memoria de Arthur Ransome (1884-1967), uno de los escritores infantiles más queridos. Sus novelas describen las aventuras de niños y niñas, golondrinas y amazonas, que exploran los lagos y montañas de Inglaterra. Son muy populares en todo el mundo.

## Características orbitales
Ransome está situado a una distancia media del Sol de 2,455 ua, pudiendo alejarse hasta 2,920 ua y acercarse hasta 1,990 ua. Tiene una excentricidad de 0,190 y una inclinación orbital de 2,512 grados. Emplea 1405,06 días en completar una órbita alrededor del Sol. 
Pertenece a la familia de asteroides de (135) Hertha.

## Características físicas
La magnitud absoluta de Ransome es 14,09. Tiene 4,557 km de diámetro y su albedo se estima en 0,257.